# Simon Uutoni
Simon Uutoni (Tsumeb, África del Sudoeste, 10 de febrero de 1970) es un exfutbolista de Namibia que jugaba en la posición de extremo.

## Carrera

### Club
| Periodo   | Club                |
| --------- | ------------------- |
| 1991-2000 | Liverpool Okahandja |
| 2001-2004 | Oshakati City FC    |

### Selección nacional
Jugó para Namibia en 23 ocasiones de 1997 al 2000 y anotó tres goles, uno de esos goles fue en la Copa Africana de Naciones 1998 en la derrota por 1-4 ante Sudáfrica.

## Vida personal
Luego de retirarse como futbolista, trabajó en la industria de la construcción en el norte de Namibia. Fue el embajador de la Copa COSAFA 2016 junto a su compañero de selección nacional Johannes Hindjou. Uutoni es padre de siete hijos.

## Logros
- Copa de Namibia (1): 1992